# Karl Abraham

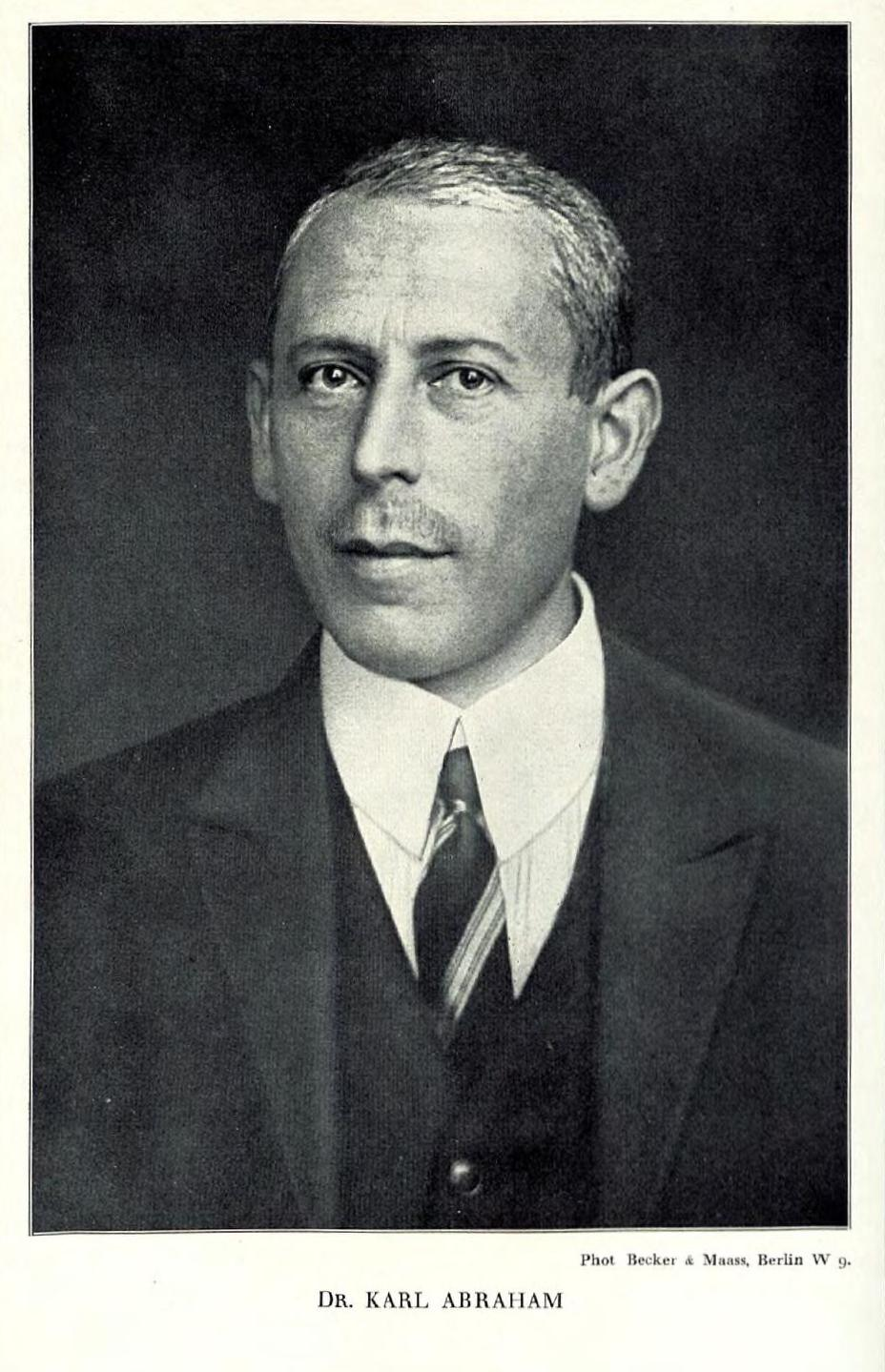
Karl Abraham, um 1920

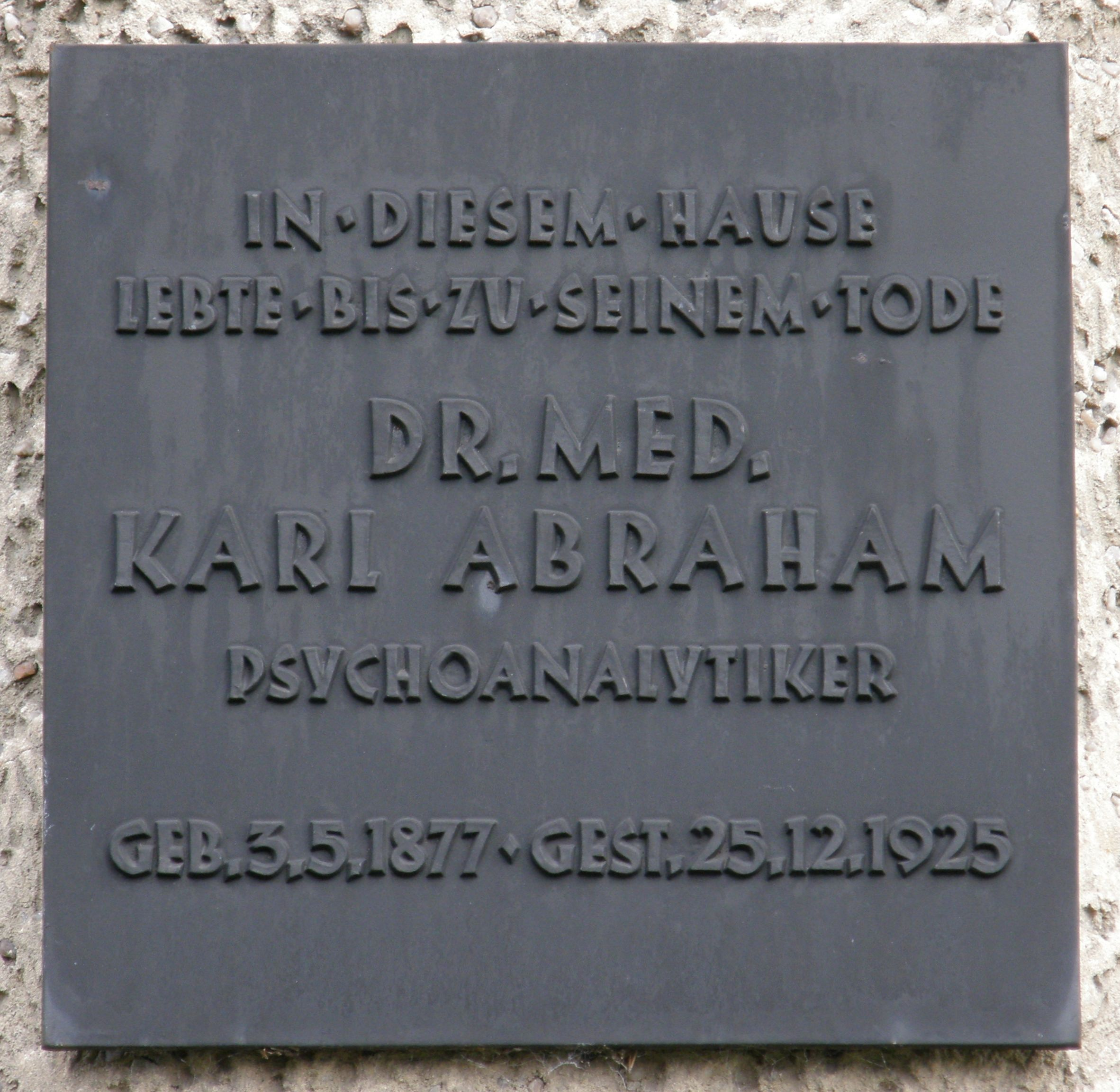
Gedenktafel an Karl Abrahams Wohnhaus in Berlin-Grunewald

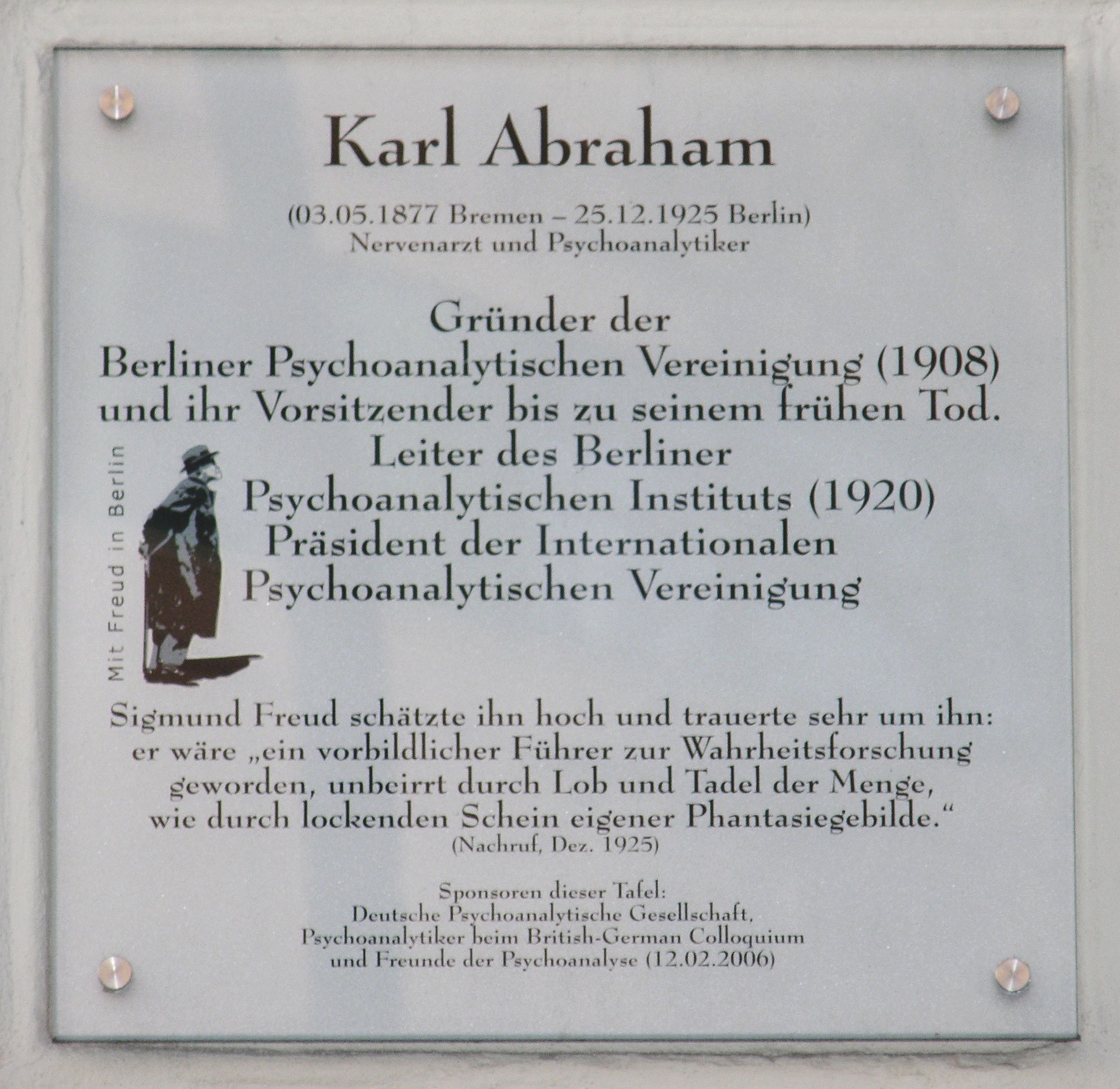
Gedenktafel für Karl Abraham in der Berliner Rankestraße aus der Reihe Mit Freud in Berlin

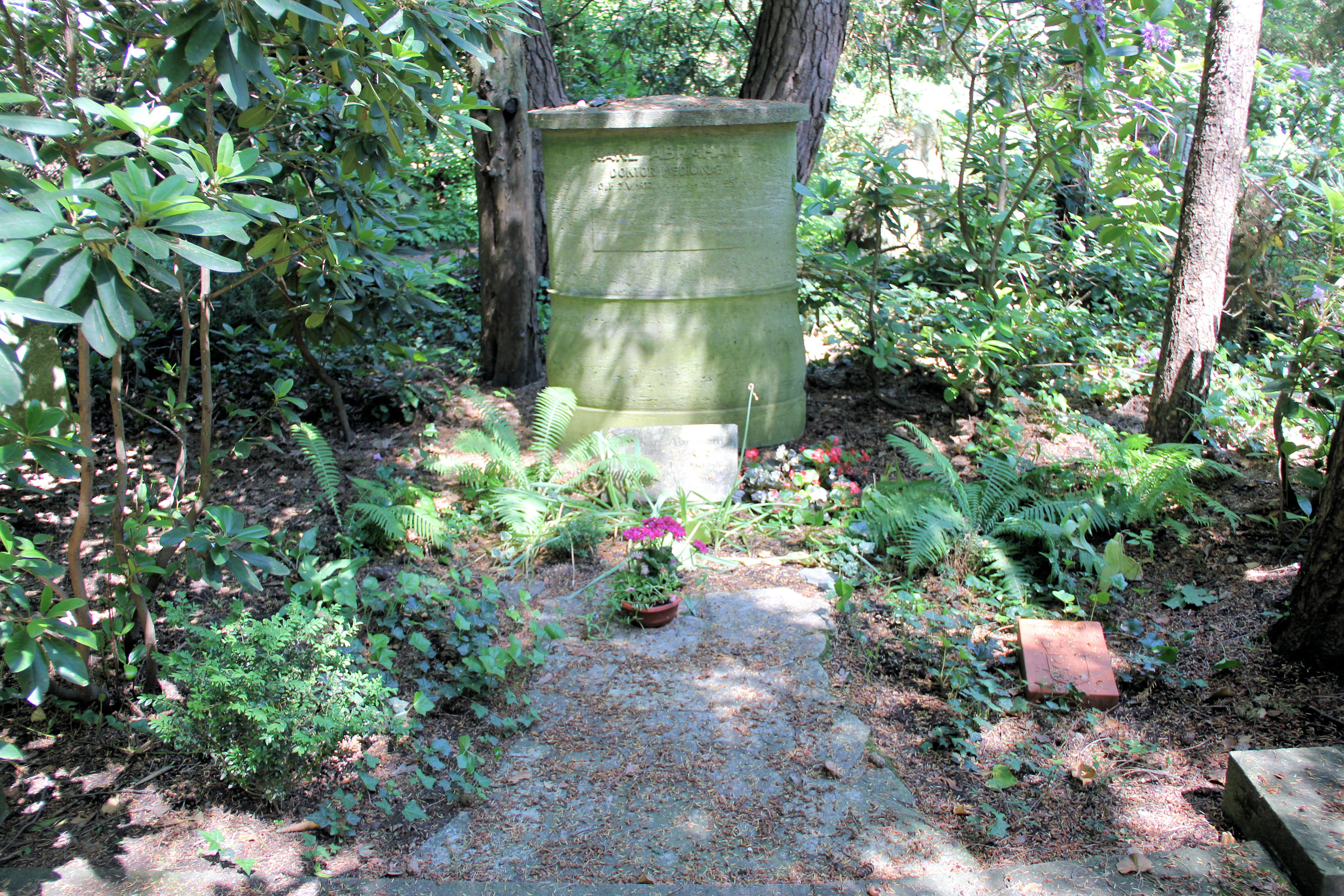
Ehrengrab von Karl Abraham auf dem Parkfriedhof Lichterfelde

Karl Abraham (* 3. Mai 1877 in Bremen; † 25. Dezember 1925 in Berlin) war ein deutscher Neurologe und Psychiater und als solcher ein bedeutender Vertreter der Psychoanalyse und deren Wegbereiter in Deutschland.

## Biographie

### Beruf
Abraham studierte Medizin in Würzburg und Berlin, wo er seine neurologische Ausbildung erhielt, und promovierte in Freiburg im Breisgau. 1904 bis 1907 war er Assistent von Eugen Bleuler am Burghölzli in Zürich. Während dieser Zeit wurde er von C. G. Jung mit der Psychoanalyse vertraut gemacht. Er war ein Schüler und enger Vertrauter von Sigmund Freud und nahm an dessen Mittwochsgesellschaft in Wien teil, bevor er sich 1907 in Berlin als Nervenarzt („Spezialist für nervöse und psychische Krankheiten“) niederließ und 1908 die Berliner Psychoanalytische Gesellschaft gründete. 1920 gründete er zusammen mit Max Eitingon das Berliner Psychoanalytische Institut, an dem viele berühmte Analytiker ausgebildet wurden oder lehrten (z. B. Erich Fromm, Michael Balint und René A. Spitz).

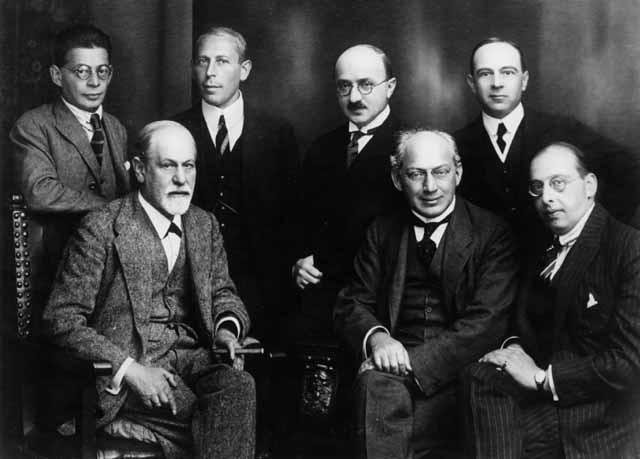
Karl Abraham (dritter von links, stehend neben Sigmund Freud) im Jahre 1922, weitere Sándor Ferenczi, Hanns Sachs, Otto Rank, Max Eitingon und Ernest Jones

Schüler Karl Abrahams waren Franz Alexander, Felix Boehm, Helene Deutsch, Rudolf Foerster, Edward Glover, James Glover, Karen Horney, Melanie Klein, Hans Liebermann, Josine Müller (geb. Ebsen; 1884–1930), Carl Müller-Braunschweig, Sándor Radó, Theodor Reik, Ernst Simmel, Alix Strachey (1892–1973).
Karl Abraham hat Sigmund Freuds psychosexuelle Entwicklungstheorie um zusätzliche (Sub-)Phasen ergänzt:
1. Frühere orale (Sauge-)Stufe: Autoerotismus; objektlos; vor-ambivalent
2. Spätere orale (kannibalistische) Stufe: Narzissmus; Totaleinverleibung des Objekts
3. Frühere anal-sadistische Stufe: Partialliebe mit Einverleibung
4. Spätere anal-sadistische Stufe: Partialliebe
5. Frühe genitale (phallische) Stufe: Objektliebe mit Genitalausschluss
6. Endgültige genitale Stufe: Objektliebe; nach-ambivalent

Des Weiteren hat er sich aus psychoanalytischer Perspektive mit Traumsymbolik, Eltern-Kind-Beziehung, Ethnologie, Sexualstörungen (Ejaculatio praecox), Neurosen und Psychosen sowie Kunst beschäftigt.

### Leben und Familie
Karl Abraham war der Sohn des jüdischen Religionslehrers und Predigers Nathan Abraham (1842–1915) und dessen Frau Ida geb. Oppenheimer (1847–1929) aus Nienburg bei Hannover. Im Jahre 1861 siedelte der Vater mit seiner Familie nach Bremen über. Karl hatte einen älteren Bruder, Max Abraham, und zwei jüngere Schwestern, Johanna und Jeannette Abraham.
Karl Abraham heiratete 1906 in Schöneberg die jüdische Kaufmannstochter Hedwig Bürgner (* 1878 in Berlin, † 1969 in London). Karl Abraham hatte Hedwig als Schwester seines Freundes Hans Bürgner, eines Berliner Rechtsanwalts und Notars, 1901 in Berlin kennengelernt. Hedwig Abraham und ihre Kinder, Hilda (* 1906 in Zürich, † 1971 in London) und Grant Allan (* 1910 in Berlin, † ?), entgingen der nationalsozialistischen Verfolgung, indem sie 1938 nach England flohen.
Karl Abraham starb an den Folgen eines Lungenabszesses in einer Privatklinik im Tiergarten. Er lebte zuletzt in der Bismarckallee 14 im Grunewald.

### Ehrungen
- Karl Abraham wurde auf dem Parkfriedhof in Berlin-Lichterfelde beigesetzt. Auf Beschluss des Berliner Senats ist seine letzte Ruhestätte (Grablage: Fam. Grab im Walde 283) seit 1997 als Ehrengrab des Landes Berlin gewidmet. Die Widmung wurde im Jahr 2021 um die übliche Frist von zwanzig Jahren verlängert.[4]
- In Berlin erinnern zwei Gedenktafeln an Karl Abraham: eine an seinem ehemaligen Wohnhaus Bismarckallee 14 und seit 2006 eine weitere aus der Reihe Mit Freud in Berlin am Haus Rankestraße 24.
- Das Berliner Psychoanalytische Institut gab sich 1970 anlässlich der 50-Jahr-Gedenkfeier seiner Gründung zusätzlich den Namen seines Mitbegründers Karl Abraham und heißt seither auch Karl-Abraham-Institut.
- In seiner Geburtsstadt Bremen wurde 2012 eine Straße nach Karl Abraham benannt.[5]

## Werke
- Traum und Mythus. Eine Studie zur Völkerpsychologie. In: Sigmund Freud (Hrsg.): Schriften zur angewandten Seelenkunde. Heft 4. Deuticke, Leipzig und Wien 1909 (archive.org).
- Giovanni Segantini. Ein psychoanalytischer Versuch. In: Sigmund Freud (Hrsg.): Schriften zur angewandten Seelenkunde. Heft 11. Franz Deuticke, Leipzig/Wien 1911 (archive.org).
- Psychoanalytische Studien zur Charakterbildung. Internationaler Psychoanalytischer Verlag, Leipzig/Wien/Zürich 1925 (archive.org).
- Psychoanalytische Studien. Gesammelte Werke in zwei Bänden. Hrsg. und eingeleitet von Johannes Cremerius. 2 Bände. Nachdruck (der Ausgabe von 1971). Psychosozial-Verlag, Gießen 1999.
- Sigmund Freud, Karl Abraham: Briefe 1907–1926. Hrsg. von Hilda C. Abraham und Ernst L. Freud. 2., korrigierte Auflage (1. Auflage 1965). S. Fischer, Frankfurt am Main 1980.
- Sigmund Freud, Karl Abraham: Briefwechsel 1907–1925. Hrsg. von Ernst Falzeder und Ludger M. Hermanns. 2 Bände. Vollständige Ausgabe. Turia + Kant, Wien 2009 (online bei der OAPEN Library: Band I, Band II).